# Kevin-Prince Boateng
Kevin-Prince Boateng (Berlino, 6 marzo 1987) è un ex calciatore ghanese con cittadinanza tedesca, di ruolo centrocampista o attaccante.

## Biografia
Nato a Berlino Ovest da madre tedesca e padre ghanese che aveva lasciato nel 1981 Sunyani, città del Ghana occidentale, per studiare amministrazione aziendale. La madre, Christine Rahn, è nipote del calciatore tedesco Helmut Rahn, mentre il padre, Prince Boateng, è fratello del calciatore ghanese Robert Boateng. Ha una sorella consanguinea, Avelina, e due fratelli, George e Jérôme; con quest’ultimo, consanguineo e di un anno e mezzo più giovane, ha giocato nella Nazionale tedesca.
Il 2 agosto 2007 ha sposato Jennifer, tedesca di padre foggiano, che, il 23 aprile 2008, lo ha reso padre di un bambino, Jermaine-Prince. Nel 2011 si è separato dalla moglie che è tornata in Germania con il figlio. Successivamente nel 2011 ha iniziato una relazione con la soubrette italiana Melissa Satta, che ha sposato il 25 giugno 2016 e dalla quale ha avuto un figlio, Maddox Prince, nato due anni prima del matrimonio, il 15 aprile 2014. Dopo un periodo di separazione, la coppia interrompe definitivamente la propria relazione il 21 dicembre 2020. Si sposa per la terza volta l'11 giugno del 2022 con l’influencer Valentina Fradegrada, per poi separarsi l'anno successivo.
Conosce sei lingue: inglese, tedesco, turco, italiano, francese e arabo, anche se gli risulta troppo difficile scrivere in quest'ultima lingua.

## Caratteristiche tecniche
Centrocampista completo, riesce a coniugare un fisico prorompente con una buona tecnica individuale. Col progredire della sua carriera ha sviluppato anche una propensione al sacrificio (in gergo calcistico si intende la capacità di impegnarsi anche nella fase difensiva o nel pressing) che gli permette di coniugare quantità e qualità. Nel Milan, l'allenatore Massimiliano Allegri lo ha spesso impiegato come trequartista, viste le sue potenzialità offensive, che gli hanno permesso di ricoprire anche il ruolo di prima punta.

## Carriera

### Club

#### Hertha Berlino
Boateng, dopo un breve periodo al Reinickendorfer Füchse, è cresciuto calcisticamente nell'Hertha Berlino, nelle cui giovanili è arrivato nel 1994, all'età di 7 anni. Con le squadre giovanili della società berlinese ha vinto il campionato tedesco B-Junioren nel 2003 e la Coppa di Germania Junioren l'anno seguente.
Dopo una stagione in Regionalliga Nord nell'Hertha II, la seconda squadra dell'Hertha Berlino, nel 2005 è stato aggregato alla prima squadra, con cui ha esordito il 13 agosto 2005 nella seconda giornata della Bundesliga 2005-2006 contro l'Eintracht Francoforte (2-0), subentrando nel corso dell'intervallo a Malik Fathi. Nella stessa stagione ha anche debuttato nelle competizioni UEFA per club in Hertha Berlino-Lens del 24 novembre 2005 (0-0), gara valida per la terza giornata del girone C di Coppa UEFA 2005-2006, partita nella quale Boateng ha sostituito Ellery Cairo al 63º minuto.
Ha concluso la prima stagione con all'attivo 27 partite e 2 gol, mentre nella stagione successiva è sceso in campo in 26 occasioni e ha segnato 3 reti.

#### Tottenham e prestito al Borussia Dortmund
Grazie alle sue ottime prestazioni, il 31 luglio 2007 è stato acquistato dal Tottenham per una cifra vicina ai 5,4 milioni di sterline.
Con gli Spurs ha esordito in Premier League il 3 novembre 2007 contro il Middlesbrough e nella prima stagione ha vinto la Coppa di Lega inglese. Successivamente, con l'arrivo dell'allenatore spagnolo Juande Ramos, subentrato a Martin Jol, Boateng è stato poco impiegato e relegato nella squadra riserve del Tottenham.
Dato il poco spazio trovato in prima squadra durante la sua prima stagione e mezza in Inghilterra, nel gennaio 2009 Boateng ha deciso di ritornare in Germania, accettando un prestito semestrale al Borussia Dortmund.
Con il Borussia Dortmund ha esordito il 28 gennaio 2009 in Coppa di Germania contro il Werder Brema e successivamente ha giocato 10 partite in Bundesliga. È stato costretto a saltare le ultime due giornate di campionato per una squalifica di 4 turni inflittagli dal giudice sportivo della DFB in seguito all'espulsione rimediata per un duro intervento su Makoto Hasebe, all'epoca, del Wolfsburg.

#### Portsmouth

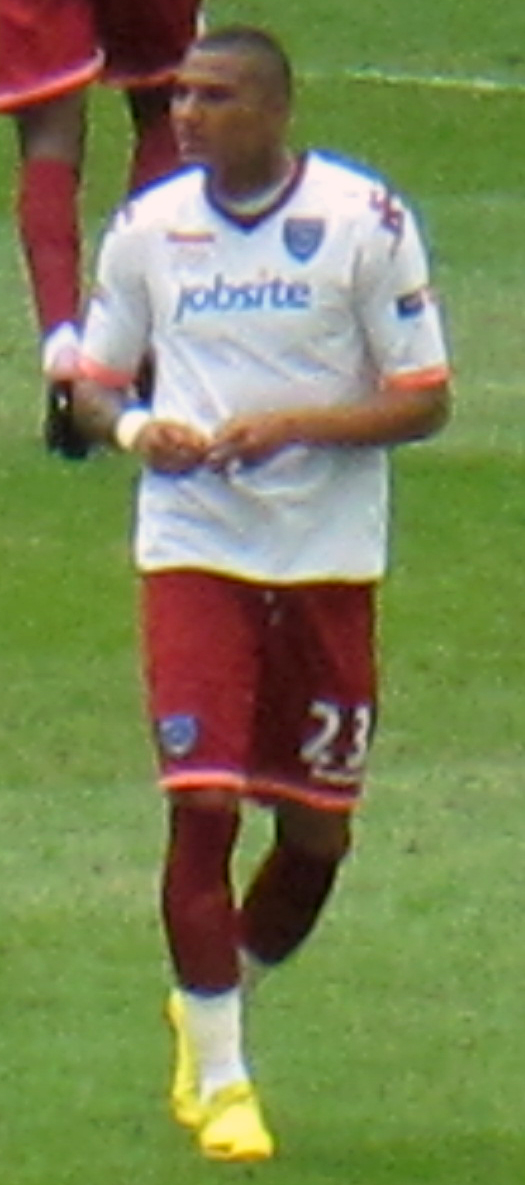
Boateng con la maglia del Portsmouth durante la finale della FA Cup 2009-2010.

Ritornato al Tottenham allo scadere del prestito, ha disputato una partita in Football League Cup contro il Doncaster prima di essere ceduto a titolo definitivo al Portsmouth per 4 milioni di sterline.
Boateng ha esordito con il Portsmouth il 12 settembre 2009 contro il Bolton (2-3), partita nella quale ha anche segnato il gol del momentaneo 2-2. Nel mese di settembre ha ricevuto il premio Portsmouth's Player of the Month (Giocatore del Mese del Portsmouth).
Con il Portsmouth ha raggiunto la finale di FA Cup, persa il 15 maggio 2010 contro il Chelsea. Nel corso della partita Boateng ha sbagliato un calcio di rigore, parato da Petr Čech.

#### Milan
Il 17 agosto 2010 è stato acquistato a titolo definitivo dal Genoa per € 5,7 milioni più il cartellino di Anthony Vanden Borre, già in prestito al Portsmouth. Il giorno seguente viene ceduto al Milan. Inizialmente era stato annunciato il trasferimento in prestito con diritto di riscatto dell'intero cartellino, ma il successivo 23 agosto è stato depositato presso la Lega Serie A l'accordo di compartecipazione tra la società ligure e quella milanese. La società rossonera per la metà del cartellino ha corrisposto al Genoa un milione di euro più la compartecipazione del Primavera Giacomo Beretta (rimasto in rossonero) e si è accollata l'intero stipendio del giocatore ghanese (1,5 milioni di euro). Boateng ha debuttato in maglia rossonera il 29 agosto 2010 a San Siro contro il Lecce, in occasione della prima partita di campionato vinta 4-0. Il 15 settembre 2010 ha esordito in UEFA Champions League contro l'Auxerre. Il 4 dicembre 2010 ha segnato il primo gol con il Milan al 4' contro il Brescia. Durante il ritiro invernale a Dubai, Boateng si è infortunato procurandosi un'infiammazione ad un adduttore che lo ha tenuto lontano dal campo per un paio di mesi. È tornato in campo il 20 febbraio 2011 nella partita contro il Chievo (2-1). Il 7 maggio 2011 ha vinto il suo primo scudetto con i rossoneri a due giornate dal termine del campionato grazie allo 0-0 contro la Roma. Il 22 giugno 2011, il Milan si accorda ufficialmente con il Genoa per il riscatto della seconda metà del cartellino di Boateng per 7 milioni di euro.

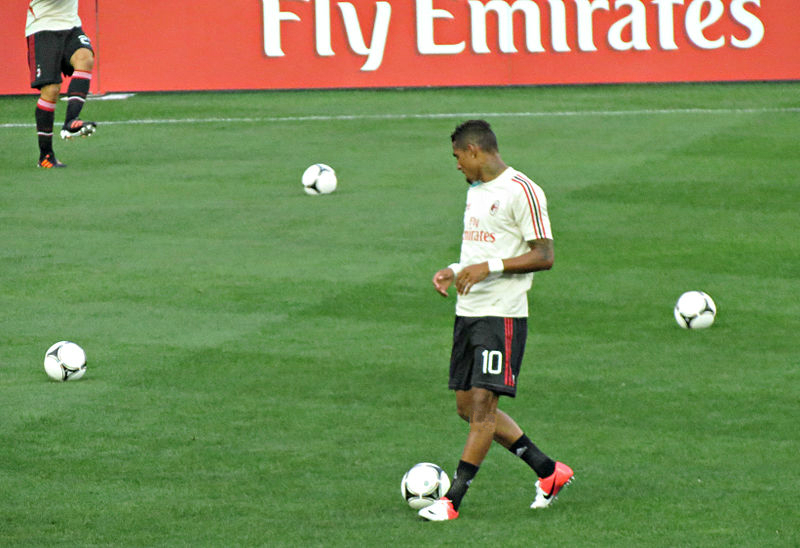
Boateng nell'estate 2012, durante un riscaldamento prima di una partita amichevole allo Yankee Stadium di New York.

Il 6 agosto 2011 ha vinto la Supercoppa italiana col Milan battendo l'Inter a Pechino, gara nella quale ha segnato la rete del 2-1 finale ribattendo in porta un tiro di Pato deviato sul palo dal portiere nerazzurro Júlio César. Il 19 ottobre 2011 ha segnato il suo primo gol in Champions League nella gara valida per la terza giornata della fase a gironi dell'edizione 2011-2012 contro il BATE, realizzando la rete del definitivo 2-0. Quattro giorni più tardi, il 23 ottobre 2011, ha segnato sul campo del Lecce la sua prima tripletta in carriera, grazie a cui i rossoneri hanno vinto in rimonta per 4-3 contro i salentini. Inoltre, essendo entrato dalla panchina, nella stessa occasione è diventato il secondo calciatore ad aver segnato tre gol da subentrato nella storia della Serie A, dopo Pietro Anastasi: dopo di loro, avrebbero ripetuto la stessa impresa solo Josip Iličić (nel 2018), Andreas Cornelius (nel 2019) e Andrea Belotti (nel 2022). Nel derby con l'Inter del 15 gennaio 2012 si è infortunato ai flessori della coscia sinistra ed è dovuto rimanere fermo per un mese. È tornato in campo il 15 febbraio seguente in occasione della gara degli ottavi di finale di Champions League contro l'Arsenal, partita vinta per 4-0 dal Milan e nella quale Boateng ha segnato il primo gol dei rossoneri. Al termine del match gli è stato riscontrato un risentimento muscolare alla coscia sinistra, precedentemente infortunata, che lo ha costretto ad un altro mese di stop; è tornato disponibile il 24 marzo 2012 per la partita di campionato contro la Roma, nella quale è entrato nel corso della ripresa.
Per la stagione 2012-2013 ha cambiato il suo numero di maglia, ereditando la numero 10 da Clarence Seedorf. Ha segnato la sua prima rete stagionale il 30 novembre 2012, in occasione della partita esterna giocata allo Stadio Angelo Massimino contro il Catania (1-3). Il 3 gennaio 2013, nei primi minuti della partita amichevole contro la Pro Patria, è stato oggetto, insieme ai compagni di squadra Sulley Muntari, Urby Emanuelson e M'Baye Niang, di cori razzisti da parte di un piccolo gruppo di tifosi locali. Boateng, irritato da un simile comportamento, ha preso il pallone con le mani e lo ha calciato contro gli spalti in direzione di coloro che si erano resi protagonisti di tale gesto per poi uscire dal campo rifiutandosi di continuare a giocare, appoggiato con convinzione dalla sua squadra e da quella avversaria. L'intero stadio ha applaudito durante l'uscita dal terreno di gioco dei giocatori, mentre il capitano del Milan Massimo Ambrosini, portatosi a centrocampo, ha chiesto e ottenuto di sospendere la partita al 26º minuto del primo tempo. Il 5 giugno 2015 i sei tifosi condannati in primo grado per insulti razzisti vengono assolti dalla Corte d'appello del Tribunale di Milano. Il 20 febbraio seguente ha realizzato il suo primo gol nella Champions League 2012-2013, nel corso del match valevole per gli ottavi di finale della competizione vinto per 2-0 in casa contro il Barcellona. Il Milan ha chiuso la stagione al 3º posto in campionato, centrando così la qualificazione ai preliminari di Champions League 2013-2014, mentre Boateng ha disputato in totale 37 partite e realizzato 3 gol (oltre a quello in Champions League 2 in campionato).
Il 28 agosto 2013 ha segnato le sue prime (e uniche) reti nella stagione 2013-2014 del Milan, realizzando una doppietta (la prima in campo internazionale per lui) nel corso della partita di ritorno dei play-off di Champions League vinta a San Siro per 3-0 contro il PSV Eindhoven, incontro che ha consentito al Milan di accedere alla fase a gironi della competizione.

#### Schalke 04 e ritorno al Milan

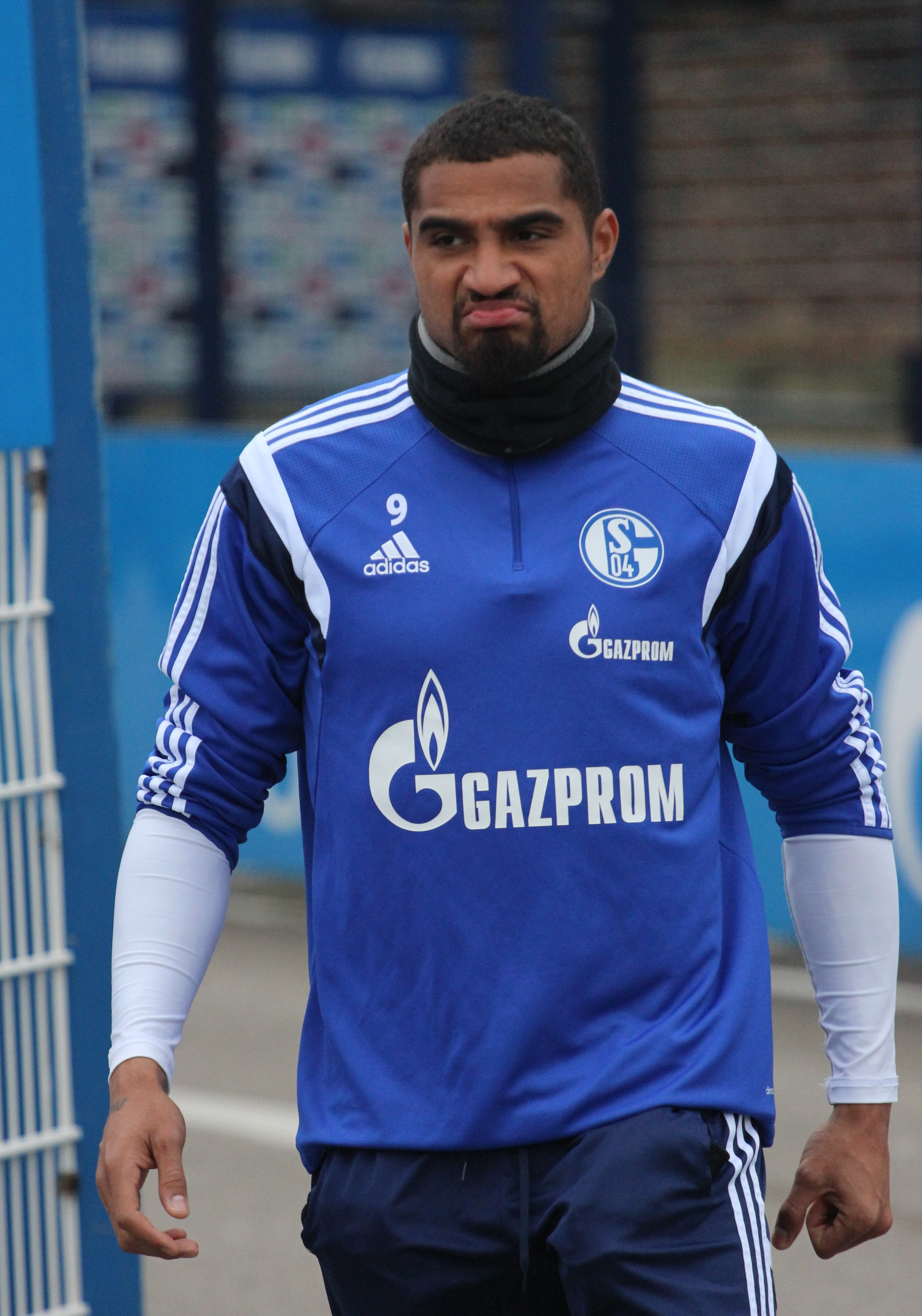
Boateng in allenamento con lo Schalke 04 nel 2015.

Il 30 agosto è stato ceduto ai tedeschi dello Schalke 04, con i quali ha firmato un contratto di tre anni con opzione per il quarto e ha scelto di indossare la maglia numero 9. Il giorno dopo ha esordito con la maglia della società di Gelsenkirchen, in occasione della partita di campionato vinta per 2-0 contro il Bayer Leverkusen. Nella successiva gara di campionato ha realizzato il primo gol con lo Schalke, segnando la rete decisiva nella vittoria esterna per 1-0 contro il Magonza. In tutto colleziona 35 presenze e 7 gol tra campionato, coppa tedesca e Champions League.
La stagione seguente gioca in tutto 25 partite senza segnare alcun gol e l'11 maggio 2015, dopo la sconfitta per 0-2 contro il Colonia, lo Schalke 04 comunica l'allontanamento dalla prima squadra di Boateng e Sidney Sam per scarso rendimento e condotta non professionale. Il 5 agosto salta prima il trasferimento allo Sporting Lisbona per una questione di diritti d'immagine e il 21 agosto quello all'Al-Ittihad per non aver superato le visite mediche.
Pur essendo un giocatore dello Schalke 04, rimanendo fuori rosa, il 30 settembre si accorda con il Milan per allenarsi dal 1º ottobre al 31 dicembre con la società rossonera. L'8 dicembre successivo viene ufficializzata la rescissione del contratto che lo legava al club tedesco, e un mese dopo, il 5 gennaio 2016, viene ufficializzato il ritorno al Milan, dopo tre anni, firmando un contratto fino al 30 giugno dello stesso anno e scegliendo di indossare la maglia numero 72. Il 9 gennaio, ha esordito contro la Roma. Il 17 gennaio seguente, torna al gol siglando il definitivo 2-0 contro la Fiorentina. Il 1º luglio, non avendo rinnovato il contratto, risulta svincolato e conclude la sua seconda esperienza al Milan.

#### Las Palmas ed Eintracht Francoforte
Il 1º agosto dello stesso anno, il Las Palmas, attraverso il proprio sito ufficiale, ha annunciato l'ingaggio del giocatore con un contratto annuale. Il 22 agosto segna all'esordio in campionato in Valencia-Las Palmas 2-4, risultando così l'unico giocatore in attività ad aver segnato nei quattro principali campionati europei tra Serie A, Premier League, Bundesliga e appunto Liga. Nonostante il 18 maggio 2017 avesse prolungato fino al 2020, il 16 agosto rescinde con la società spagnola per motivi personali di carattere irreversibile.
Il 18 agosto 2017 passa a titolo definitivo all'Eintracht Francoforte. Fa il proprio debutto due giorni dopo in un pareggio a reti bianche contro il Friburgo, mentre due giornate dopo, contro il Borussia Mönchengladbach, mette a segno la sua prima rete. Il 20 maggio 2018 si aggiudica il titolo di DFB-Pokal battendo il Bayern Monaco in finale. Termina la propria esperienza francofortese totalizzando 36 presenze e mettendo a segno 6 reti, tutte in campionato.

#### Sassuolo e prestito al Barcellona
Il 5 luglio 2018 passa a titolo definitivo al Sassuolo. Segna al suo esordio sbloccando il risultato il 12 agosto nella partita contro la Ternana valida per il terzo turno di Coppa Italia. Il 26 agosto realizza il suo primo gol in campionato nella partita pareggiata 2-2 contro il Cagliari su calcio di rigore al minuto 98 e 46 secondi, gol più tardivo nella storia della Serie A. Il 2 settembre realizza il gol del momentaneo pareggio per 1-1 contro il Genoa, partita poi vinta dai neroverdi per 5-3. Schierato spesso titolare in ruolo di falso nueve da Roberto De Zerbi, si infortuna il 25 novembre 2018, durante la tredicesima giornata di campionato, Parma-Sassuolo, con una lesione muscolare al piano pelvico.
L'avventura al Sassuolo dura 6 mesi: il 21 gennaio 2019 si trasferisce con la formula del prestito oneroso agli spagnoli del Barcellona, debuttando coi Blaugrana il 23 gennaio seguente nel match perso per 0-2 contro il Siviglia, sfida valevole per la Copa del Rey. Gioca 4 partite tra Liga e Coppa del Re senza essere riscattato dai catalani.

#### Fiorentina e prestito al Beşiktaş
Ritornato al Sassuolo dopo il periodo temporaneo con il Barcellona, viene ceduto a titolo definitivo alla Fiorentina; quest'ultima ufficializza il 31 luglio 2019 il suo ingaggio per 1 milione di euro e con un accordo biennale. Esordisce con i gigliati il 24 agosto, mettendo a segno anche la sua prima rete stagionale, nella partita casalinga che vede la vittoria del Napoli per 3-4.
Il 31 gennaio 2020, dopo avere realizzato un gol in 15 partite, passa in prestito al Beşiktaş. L'8 febbraio seguente, nella sua gara di debutto contro il Gaziantep, mette a segno la sua prima rete con i turchi. Si ripete due settimane dopo, nella gara contro il Trabzonspor, dove fu decisivo per il pareggio della propria squadra. Termina la propria esperienza turca con 11 presenze e 3 reti.

#### Monza
Il 28 settembre 2020 firma un contratto annuale con il Monza, in Serie B, dove ritrova gli ex milanisti Mario Balotelli (suo compagno di squadra già due volte in rossonero), Cristian Brocchi (suo allenatore al Milan nel 2016), l'amministratore delegato Adriano Galliani e il presidente Silvio Berlusconi.
Esordisce con la maglia del Monza il 3 ottobre 2020, entrando al 79' durante il match valido per la seconda giornata di Serie B contro l'Empoli terminata 0-0.. Il 24 ottobre realizza la prima rete, su calcio di rigore, nella sfida interna contro il Chievo, persa per 1-2. Il 15 dicembre realizza la sua prima doppietta, nonché i suoi primi gol su azione, nella vittoria casalinga sulla Virtus Entella per 5-0. In tutto mette insieme 25 presenze, 5 gol e 4 assist, play-off compresi.
In estate diventa commentatore per l'Europeo negli studi della TV tedesca Sportschau.

#### Ritorno all'Hertha Berlino e ritiro
Il 23 giugno 2021 fa ritorno, tramite un contratto annuale, all'Hertha Berlino a distanza di 14 anni. Torna a disputare un incontro ufficiale con la maglia dei berlinesi il successivo 15 agosto, in una gara persa per 3-1 in casa del Colonia. Durante la stagione, Boateng si ritrova a più riprese fermo ai box per infortuni, che ne limiteranno di molto il minutaggio. Tuttavia, conclude la sua prima annata con 19 presenze e con la salvezza della propria squadra. Il 22 giugno 2022 rinnova il contratto per un altro anno. Al termine dell'annata 2022-2023, conclusasi con la retrocessione dei berlinesi, resta svincolato.
L'11 agosto 2023, all'età di 36 anni, annuncia il proprio addio al calcio giocato.

### Nazionale
Essendo nato in Germania da madre tedesca, ha fatto parte sin da giovanissimo di tutte le Nazionali giovanili tedesche, dall'Under-15 all'Under-21, per un totale di 41 partite e 8 gol. Con la nazionale tedesca Under-19 ha preso parte all'Europeo di categoria del 2005 in Irlanda del Nord, dove ha disputato 4 partite e segnato 2 reti, una nella fase a gironi contro la Grecia e uno nella semifinale persa contro la Francia. Nel 2005 ha ricevuto la Fritz-Walter-Medaille di bronzo come terzo miglior calciatore tedesco Under-18 e nel 2006 ha vinto la Fritz-Walter-Medaille d'oro come miglior calciatore tedesco Under-19.

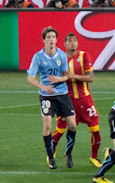
Boateng con la maglia del Ghana ai Mondiali 2010.

Nel maggio 2010 la FIFA ha dato il via libera a Boateng per giocare nella nazionale del paese d'origine del padre, il Ghana, ed è stato così inserito dal CT Milovan Rajevac nella lista dei 23 convocati ai Mondiali di Sudafrica 2010. Boateng ha esordito nella Nazionale ghanese il 5 giugno 2010 in amichevole contro la Lettonia, prima di partire per il Sudafrica. Durante la fase a gironi del Mondiale 2010 ha affrontato, nella partita contro la Germania, il fratello Jérôme; in quell'occasione, per la prima volta due fratelli hanno giocato come avversari in una partita della fase finale di un mondiale di calcio. Il 26 giugno 2010, durante gli ottavi di finale del Mondiale giocati contro gli Stati Uniti, ha segnato al 5º minuto di gioco il suo primo gol con la Nazionale ghanese. In totale ai Mondiali 2010, dove il Ghana è stato eliminato ai quarti di finale dall'Uruguay dopo i rigori, Boateng ha disputato 5 partite, tutte da titolare.
Il 4 novembre 2011 il calciatore, a 24 anni, ha annunciato ufficialmente il suo ritiro dalla Nazionale con una lettera alla federazione calcistica ghanese a causa di problemi fisici legati al doppio impegno con squadra di club e nazionale. Nel corso del 2013, Boateng ha deciso di dare nuovamente la propria disponibilità per giocare nella nazionale ghanese, e ha ufficializzato tale scelta con una lettera inviata alla federazione ghanese. È così ritornato tra i convocati del Ghana per la partita del 6 settembre 2013 contro lo Zambia, valevole per le qualificazioni per il Mondiale 2014, e in campo con la maglia delle Black Stars il 19 novembre seguente al Cairo contro l'Egitto (2-1), subentrando nel corso del secondo tempo e segnando nei minuti finali l'unica rete ghanese.
Convocato per i Mondiali 2014 in Brasile, ha giocato due spezzoni di partita nelle prime due gare del Ghana: nell'esordio contro gli Stati Uniti (1-2) è subentrato nel corso del secondo tempo, mentre nell'incontro successivo contro la Germania (2-2), in cui ha nuovamente affrontato il fratello Jérôme, è stato schierato come titolare e poi sostituito nella ripresa. Il 26 giugno 2014, poco prima dell'ultima partita del girone, è stato sospeso a tempo indeterminato dalla nazionale ghanese per aver insultato il CT Kwesi Appiah durante un allenamento a Maceió. Insieme a lui è stato sospeso anche Sulley Muntari.

## Statistiche

### Presenze e reti nei club
Statistiche aggiornate al 19 febbraio 2023.
| Stagione                 | Squadra                  | Campionato               | Campionato | Campionato | Coppe nazionali | Coppe nazionali | Coppe nazionali | Coppe continentali | Coppe continentali | Coppe continentali | Altre coppe | Altre coppe | Altre coppe | Totale | Totale |
| Stagione                 | Squadra                  | Comp                     | Pres       | Reti       | Comp            | Pres            | Reti            | Comp               | Pres               | Reti               | Comp        | Pres        | Reti        | Pres   | Reti   |
| ------------------------ | ------------------------ | ------------------------ | ---------- | ---------- | --------------- | --------------- | --------------- | ------------------ | ------------------ | ------------------ | ----------- | ----------- | ----------- | ------ | ------ |
| 2004-2005                | Hertha Berlino II        | RL                       | 18         | 3          | CG              | 0               | 0               | -                  | -                  | -                  | -           | -           | -           | 18     | 3      |
| 2005-2006                | Hertha Berlino II        | RL                       | 4          | 1          | -               | -               | -               | -                  | -                  | -                  | -           | -           | -           | 4      | 1      |
| 2006-2007                | Hertha Berlino II        | RL                       | 7          | 1          | -               | -               | -               | -                  | -                  | -                  | -           | -           | -           | 7      | 1      |
| Totale Hertha Berlino II | Totale Hertha Berlino II | Totale Hertha Berlino II | 29         | 5          |                 | 0               | 0               |                    | -                  | -                  |             | -           | -           | 29     | 5      |
| 2005-2006                | Hertha Berlino           | BL                       | 21         | 2          | CG              | 2               | 0               | CU                 | 4                  | 0                  | -           | -           | -           | 27     | 2      |
| 2006-2007                | Hertha Berlino           | BL                       | 21         | 2          | CG              | 3               | 0               | CU                 | 2                  | 1                  | -           | -           | -           | 26     | 3      |
| 2007-2008                | Tottenham                | PL                       | 13         | 0          | FACup+CdL       | 2+3             | 0               | CU                 | 3                  | 0                  | -           | -           | -           | 21     | 0      |
| 2008-gen. 2009           | Tottenham                | PL                       | 1          | 0          | FACup+CdL       | 0+1             | 0               | CU                 | 0                  | 0                  | -           | -           | -           | 2      | 0      |
| gen.-giu. 2009           | Borussia Dortmund        | BL                       | 10         | 0          | CG              | 1               | 0               | -                  | -                  | -                  | -           | -           | -           | 11     | 0      |
| ago. 2009                | Tottenham                | PL                       | 0          | 0          | FACup+CdL       | 0+1             | 0               | -                  | -                  | -                  | -           | -           | -           | 1      | 0      |
| Totale Tottenham         | Totale Tottenham         | Totale Tottenham         | 14         | 0          |                 | 7               | 0               |                    | 3                  | 0                  |             | -           | -           | 24     | 0      |
| 2009-2010                | Portsmouth               | PL                       | 22         | 3          | FACup+CdL       | 5+0             | 2               | -                  | -                  | -                  | -           | -           | -           | 27     | 5      |
| 2010-2011                | Milan                    | A                        | 26         | 3          | CI              | 1               | 0               | UCL                | 7                  | 0                  | -           | -           | -           | 34     | 3      |
| 2011-2012                | Milan                    | A                        | 19         | 5          | CI              | 0               | 0               | UCL                | 7                  | 3                  | SI          | 1           | 1           | 27     | 9      |
| 2012-2013                | Milan                    | A                        | 29         | 2          | CI              | 1               | 0               | UCL                | 7                  | 1                  | -           | -           | -           | 37     | 3      |
| ago. 2013                | Milan                    | A                        | 0          | 0          | CI              | 0               | 0               | UCL                | 2                  | 2                  | -           | -           | -           | 2      | 2      |
| 2013-2014                | Schalke 04               | BL                       | 28         | 6          | CG              | 1               | 0               | UCL                | 6                  | 1                  | -           | -           | -           | 35     | 7      |
| 2014-2015                | Schalke 04               | BL                       | 18         | 0          | CG              | 1               | 0               | UCL                | 6                  | 0                  | -           | -           | -           | 25     | 0      |
| 2015-gen. 2016           | Schalke 04               | BL                       | 0          | 0          | CG              | 0               | 0               | UEL                | 0                  | 0                  | -           | -           | -           | 0      | 0      |
| Totale Schalke 04        | Totale Schalke 04        | Totale Schalke 04        | 46         | 6          |                 | 2               | 0               |                    | 12                 | 1                  |             | -           | -           | 60     | 7      |
| gen.-giu. 2016           | Milan                    | A                        | 11         | 1          | CI              | 3               | 0               | -                  | -                  | -                  | -           | -           | -           | 14     | 1      |
| Totale Milan             | Totale Milan             | Totale Milan             | 85         | 11         |                 | 5               | 0               |                    | 23                 | 6                  |             | 1           | 1           | 114    | 18     |
| 2016-2017                | Las Palmas               | PD                       | 28         | 10         | CR              | 1               | 0               | -                  | -                  | -                  | -           | -           | -           | 29     | 10     |
| 2017-2018                | Eintracht Francoforte    | BL                       | 31         | 6          | CG              | 5               | 0               | -                  | -                  | -                  | -           | -           | -           | 36     | 6      |
| 2018-gen. 2019           | Sassuolo                 | A                        | 13         | 4          | CI              | 2               | 1               | -                  | -                  | -                  | -           | -           | -           | 15     | 5      |
| gen.-giu. 2019           | Barcellona               | PD                       | 3          | 0          | CR              | 1               | 0               | UCL                | 0                  | 0                  | -           | -           | -           | 4      | 0      |
| 2019-gen. 2020           | Fiorentina               | A                        | 14         | 1          | CI              | 1               | 0               | -                  | -                  | -                  | -           | -           | -           | 15     | 1      |
| gen.-ago. 2020           | Beşiktaş                 | SL                       | 11         | 3          | TK              | -               | -               | -                  | -                  | -                  | -           | -           | -           | 11     | 3      |
| 2020-2021                | Monza                    | B                        | 24+1       | 5+0        | CI              | -               | -               | -                  | -                  | -                  | -           | -           | -           | 25     | 5      |
| 2021-2022                | Hertha Berlino           | BL                       | 18+1       | 0          | CG              | 2               | 0               | -                  | -                  | -                  | -           | -           | -           | 21     | 0      |
| 2022-2023                | Hertha Berlino           | BL                       | 16         | 0          | CG              | 1               | 0               | -                  | -                  | -                  | -           | -           | -           | 17     | 0      |
| Totale Hertha Berlino    | Totale Hertha Berlino    | Totale Hertha Berlino    | 76+1       | 4+0        |                 | 8               | 0               |                    | 6                  | 1                  |             | -           | -           | 91     | 5      |
| Totale carriera          | Totale carriera          | Totale carriera          | 408        | 58         |                 | 38              | 3               |                    | 44                 | 8                  |             | 1           | 1           | 491    | 70     |

### Cronologia presenze e reti in nazionale
| Cronologia completa delle presenze e delle reti in nazionale ― Ghana | Cronologia completa delle presenze e delle reti in nazionale ― Ghana | Cronologia completa delle presenze e delle reti in nazionale ― Ghana | Cronologia completa delle presenze e delle reti in nazionale ― Ghana | Cronologia completa delle presenze e delle reti in nazionale ― Ghana | Cronologia completa delle presenze e delle reti in nazionale ― Ghana | Cronologia completa delle presenze e delle reti in nazionale ― Ghana | Cronologia completa delle presenze e delle reti in nazionale ― Ghana |
| Data                                                                 | Città                                                                | In casa                                                              | Risultato                                                            | Ospiti                                                               | Competizione                                                         | Reti                                                                 | Note                                                                 |
| -------------------------------------------------------------------- | -------------------------------------------------------------------- | -------------------------------------------------------------------- | -------------------------------------------------------------------- | -------------------------------------------------------------------- | -------------------------------------------------------------------- | -------------------------------------------------------------------- | -------------------------------------------------------------------- |
| 5-6-2010                                                             | Milton Keynes                                                        | Ghana                                                                | 1 – 0                                                                | Lettonia                                                             | Amichevole                                                           | -                                                                    | 67’                                                                  |
| 13-6-2010                                                            | Pretoria                                                             | Serbia                                                               | 0 – 1                                                                | Ghana                                                                | Mondiali 2010 - 1º turno                                             | -                                                                    | 90+1’                                                                |
| 19-6-2010                                                            | Rustenburg                                                           | Ghana                                                                | 1 – 1                                                                | Australia                                                            | Mondiali 2010 - 1º turno                                             | -                                                                    | 88’                                                                  |
| 23-6-2010                                                            | Johannesburg                                                         | Ghana                                                                | 0 – 1                                                                | Germania                                                             | Mondiali 2010 - 1º turno                                             | -                                                                    |                                                                      |
| 26-6-2010                                                            | Rustenburg                                                           | Stati Uniti                                                          | 1 – 2 dts                                                            | Ghana                                                                | Mondiali 2010 - Ottavi di finale                                     | 1                                                                    | 78’                                                                  |
| 2-7-2010                                                             | Johannesburg                                                         | Uruguay                                                              | 1 – 1 dts (4 – 2 dtr)                                                | Ghana                                                                | Mondiali 2010 - Quarti di finale                                     | -                                                                    |                                                                      |
| 5-9-2010                                                             | Lobamba                                                              | eSwatini                                                             | 0 – 3                                                                | Ghana                                                                | Qual. Coppa d'Africa 2012                                            | -                                                                    | 63’                                                                  |
| 17-11-2010                                                           | Dubai                                                                | Arabia Saudita                                                       | 0 – 0                                                                | Ghana                                                                | Amichevole                                                           | -                                                                    | 46’                                                                  |
| 3-6-2011                                                             | Accra                                                                | Ghana                                                                | 3 – 1                                                                | Rep. del Congo                                                       | Qual. Coppa d'Africa 2012                                            | -                                                                    | 56’                                                                  |
| 19-11-2013                                                           | Il Cairo                                                             | Egitto                                                               | 2 – 1                                                                | Ghana                                                                | Qual. Mondiali 2014                                                  | 1                                                                    | 79’                                                                  |
| 5-3-2014                                                             | Podgorica                                                            | Montenegro                                                           | 1 – 0                                                                | Ghana                                                                | Amichevole                                                           | -                                                                    | 58’                                                                  |
| 31-5-2014                                                            | Rotterdam                                                            | Paesi Bassi                                                          | 1 – 0                                                                | Ghana                                                                | Amichevole                                                           | -                                                                    | 46’                                                                  |
| 9-6-2014                                                             | Miami Gardens                                                        | Ghana                                                                | 4 – 0                                                                | Corea del Sud                                                        | Amichevole                                                           | -                                                                    | 56’                                                                  |
| 16-6-2014                                                            | Natal                                                                | Ghana                                                                | 1 – 2                                                                | Stati Uniti                                                          | Mondiali 2014 - 1º turno                                             | -                                                                    | 59’                                                                  |
| 21-6-2014                                                            | Fortaleza                                                            | Germania                                                             | 2 – 2                                                                | Ghana                                                                | Mondiali 2014 - 1º turno                                             | -                                                                    | 52’                                                                  |
| Totale                                                               |                                                                      | Presenze                                                             | 15                                                                   |                                                                      | Reti                                                                 | 2                                                                    |                                                                      |

## Palmarès

### Club
- Coppa di Lega inglese: 1

Tottenham: 2007-2008
- Campionato italiano: 1

Milan: 2010-2011
- Supercoppa italiana: 1

Milan: 2011
- Coppa di Germania: 1

Eintracht Francoforte: 2017-2018
- Campionato spagnolo: 1

Barcellona: 2018-2019

### Individuale
- Fritz-Walter-Medaille Under-19: 1

2006
- CAF Africa's Finest XI: 1

2011
- Gran Galà del calcio AIC: 1

Squadra dell'anno: 2011